# 5365 Fievez
5365 Fievez (1981 EN1) là một tiểu hành tinh vành đai chính được phát hiện ngày 7 tháng 3 năm 1981 bởi Debehogne-DeSanctis ở La Silla.